# Bitinkodji
Bitinkodji (auch Bintinkodji, Bittinkodji) ist eine Landgemeinde im Departement Kollo in Niger.

## Geographie

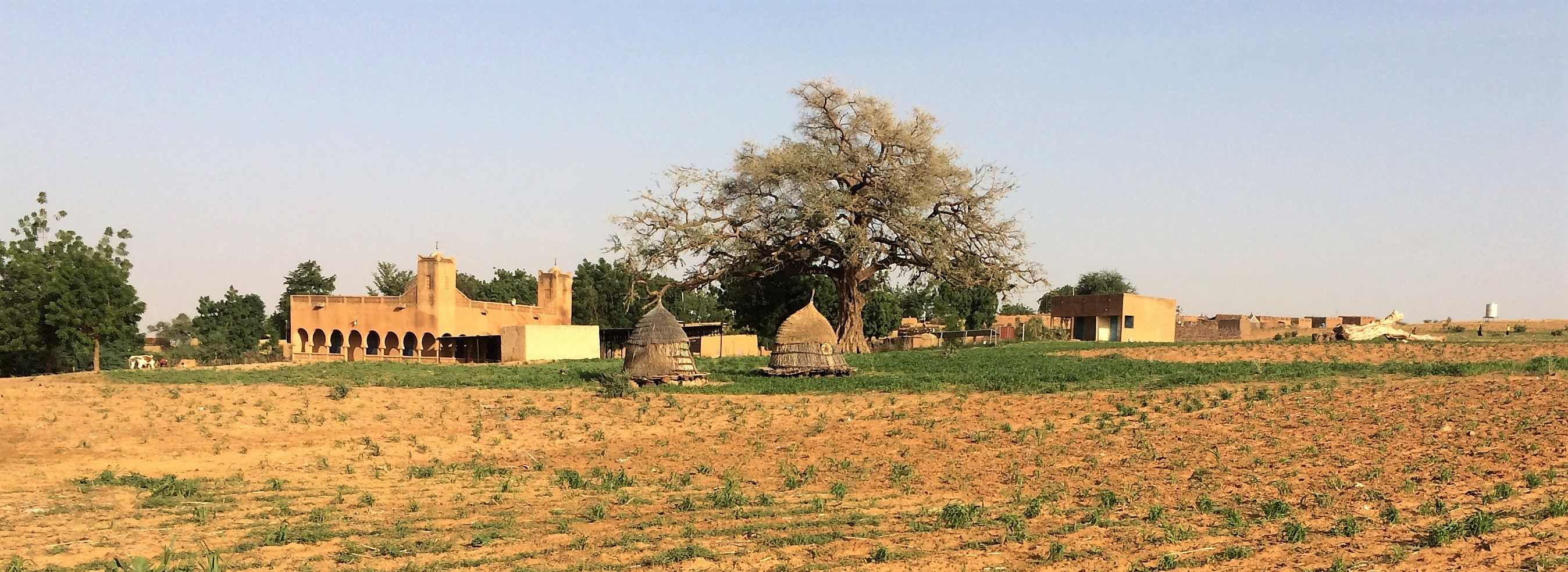
Moschee im Dorf Sarando Béné im Gemeindegebiet von Bitinkodji (2019)

Bitinkodji liegt am Fluss Niger und ist ein südwestlicher Vorort der nigrischen Hauptstadt Niamey. Die weiteren Nachbargemeinden Bitinkodjis sind Karma im Norden, Liboré und Youri im Osten, Ouro Guélédjo und Say im Süden sowie Namaro und Torodi im Westen. Bitinkodji wird zur Übergangszone zwischen Sahel und Sudan gerechnet.
Bei den Siedlungen im Gemeindegebiet handelt es sich um 21 Dörfer und 41 Weiler. Der Hauptort der Landgemeinde ist das Dorf Saga Fondo.

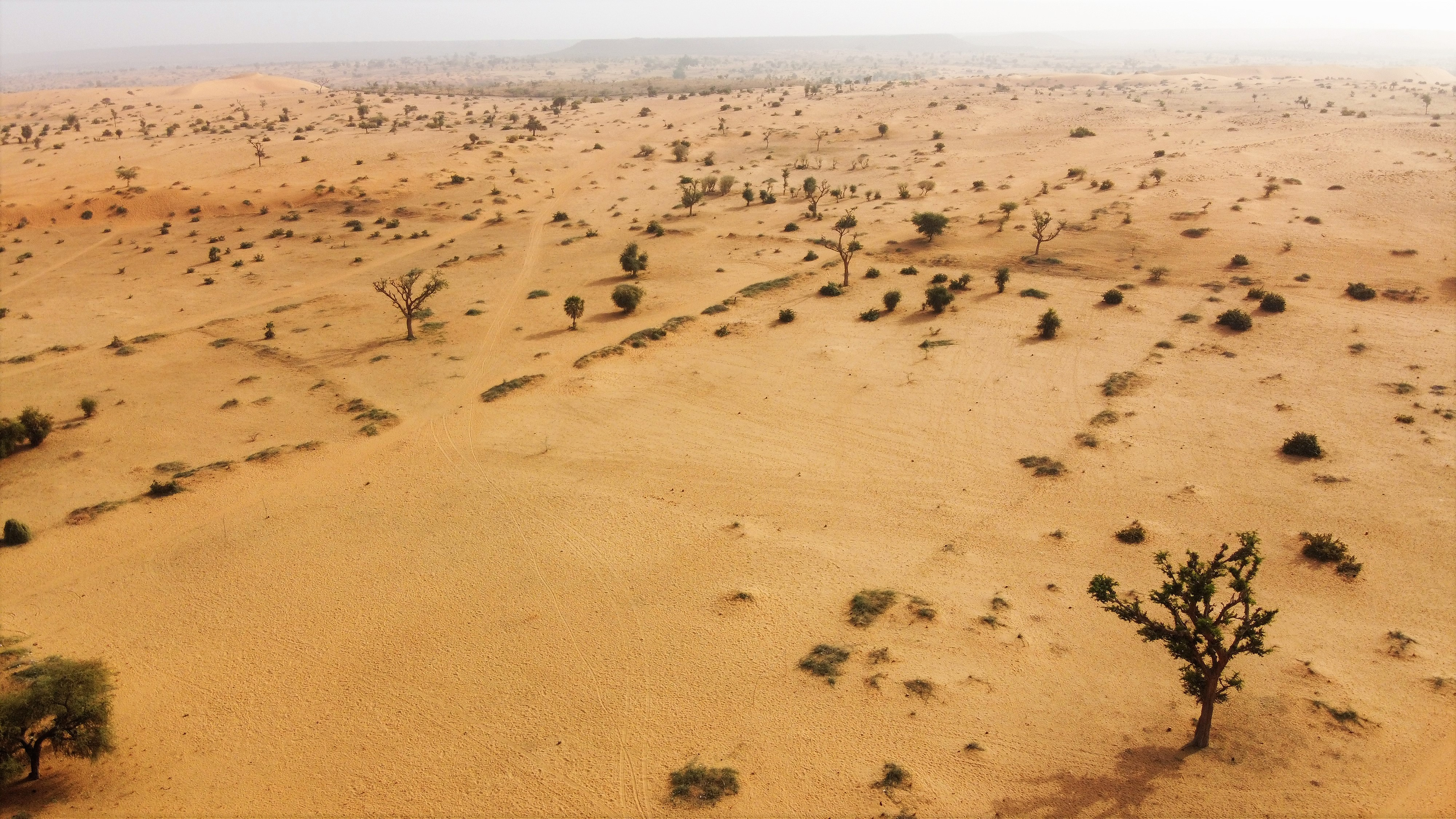
Landschaft beim Dorf Settoré im Gemeindegebiet von Bitinkodji (2020)

Größere Teiche in der Gemeinde sind die Mare de Roubiré beim Dorf Roubiré und die Mare de Toulouaré beim Dorf Toulouaré. Die Sanddünen von Karey Gorou sind eine Attraktion für Einheimische und Touristen.

## Geschichte
Bitinkodji wurde 2002 im Zuge einer landesweiten Verwaltungsreform – wie die benachbarte Landgemeinde Youri – aus dem Kanton Say herausgelöst und als eigenständige Landgemeinde begründet. Seitdem gehört Bitinkodji auch nicht mehr zum Department Say, sondern zum Departement Kollo.

## Bevölkerung
Bei der Volkszählung 2012 hatte die Landgemeinde 29.067 Einwohner, die in 3269 Haushalten lebten. Bei der Volkszählung 2001 betrug die Einwohnerzahl 14.506 in 2191 Haushalten.
Im Hauptort lebten bei der Volkszählung 2012 3865 Einwohner in 308 Haushalten, bei der Volkszählung 2001 2314 in 353 Haushalten und bei der Volkszählung 1988 2272 in 341 Haushalten.
In ethnischer Hinsicht ist die Gemeinde ein Siedlungsgebiet von Fulbe, Songhai und Zarma.

## Politik
Der Gemeinderat (conseil municipal) hat 12 gewählte Mitglieder. Mit den Kommunalwahlen 2020 sind die Sitze im Gemeinderat wie folgt verteilt: 6 PNDS-Tarayya, 2 AMEN-AMIN, 2 MPR-Jamhuriya, 1 MNSD-Nassara und 1 RPP-Farilla.
Jeweils ein traditioneller Ortsvorsteher (chef traditionnel) steht an der Spitze von 16 Dörfern in der Gemeinde.

## Wirtschaft und Infrastruktur

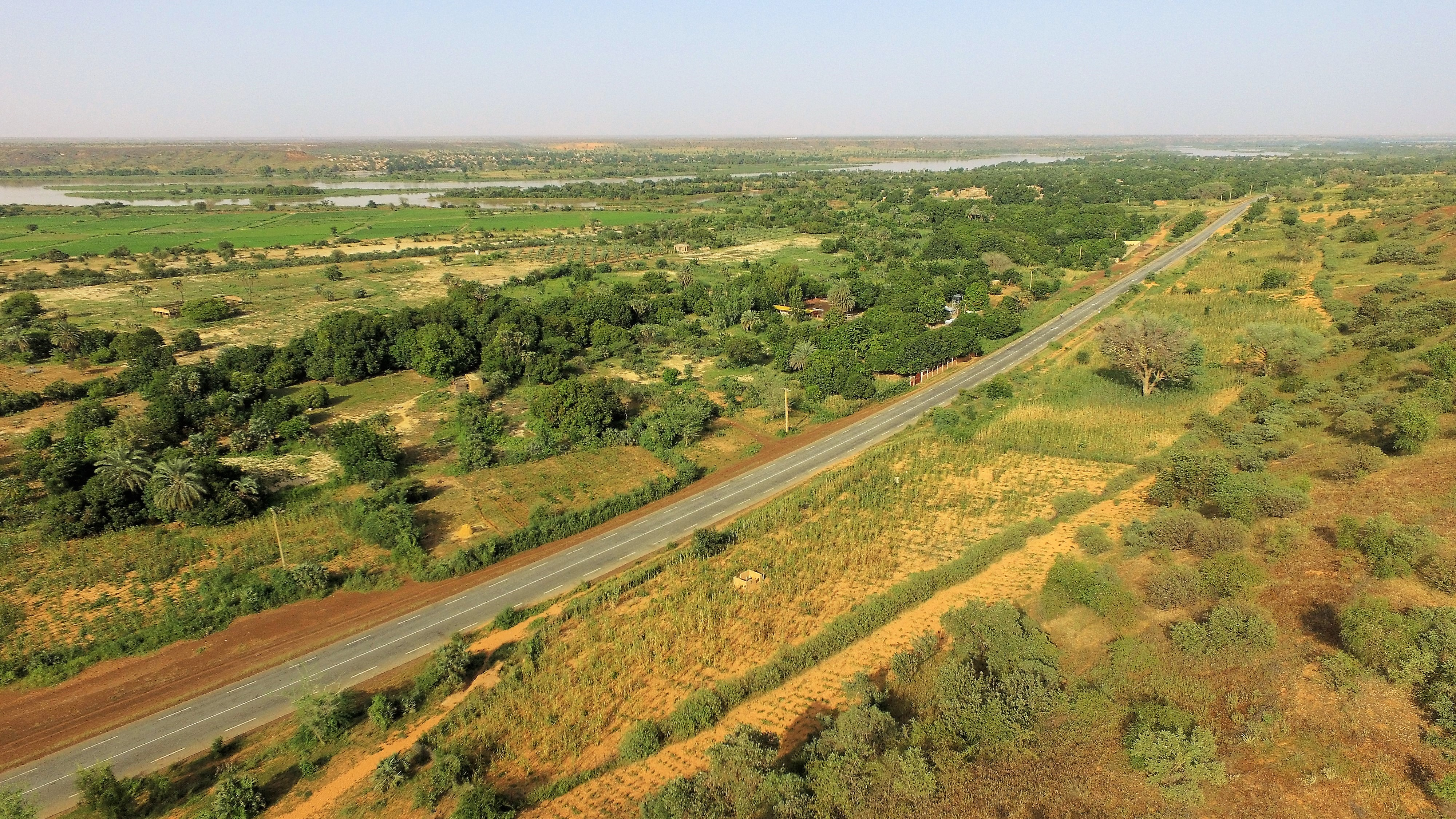
Nationalstraße 4 und Fluss Niger in der Gemeinde Bitinkodji (2019)

Am Fluss wird Nassreisanbau betrieben. Das übrige Gemeindegebiet liegt in einer Zone, in dem Regenfeldbau die vorherrschende Erwerbsform ist. Das Dorf Drahiré ist bekannt für die Kultivierung von Meerrettichbäumen. Das staatliche Versorgungszentrum für landwirtschaftliche Betriebsmittel und Materialien (CAIMA) unterhält eine Verkaufsstelle im Dorf Roubiré.
Gesundheitszentren des Typs Centre de Santé Intégré (CSI) sind im Hauptort Saga Fondo sowie in den Siedlungen Komba und Toulouaré vorhanden. Das Gesundheitszentrum in Toulouaré verfügt über ein eigenes Labor und eine Entbindungsstation. Der CEG Saga Fondo ist eine allgemein bildende Schule der Sekundarstufe des Typs Collège d’Enseignement Général (CEG).
Durch den Norden der Gemeinde verläuft die 214,1 Kilometer lange Nationalstraße 4 und durch den Süden der Gemeinde die 119,5 Kilometer lange Nationalstraße 6. Beide verbinden, auf unterschiedlichen Strecken, die Hauptstadt Niamey mit der Staatsgrenze zu Burkina Faso.